# عبد المنعم الدرسي
عبد المنعم الدرسي: بالإنجليزيّة ( Abd elmnam Al-Darsi) إعلامي ليبي، يشتهر باهتمامه الكبير بالمنتخبات الوطنيّة الليبيّة، ويُعتبر المصدر الأوّل لها، ويعتبر من أبرز الإعلاميين في هذا المجال، يشتهر بتقاريره المصوّره، ومواضيعه الهادفة بمنتدى كوووورة ليبيّة، أو صفحته على الفيسبوك، أو في الصحف المحلّيّة.
- الاسم: عبد المنعم عيسى الدرسي
- المواليد: 1-1-1990
- المؤهل العلمي: معيد بجامعة عمر المختار كلّيّة التربية، بقسم اللغة العربية والدراسات الإسلاميّة.

## المسيرة في الرياضة
بدأ العمل الرياضي منذ نعومة أظافره، حيث انخرط في مجال التصوير الرياضي، ومتابعة كافّة المناشط الرياضيّة في منطقة الجبل الأخضر، انطلاقا من مدينة البيضاء، إلى درنه وطبرق، والمرج وبنغازي، وصولا للعاصمة طرابلس وغيرها من مدن ليبيا العزيزة.
ومن ثم انخرط في العمل الصحفي جنبا بجنب مع التصوير، فكان كاتبا صحفيا ومراسلا لعدّة صحف ليبية وعربية، منها صحيفة الهدف الرياضي، والفاتح "سابقا"، وصحيفة أويا، والشباب والرياضة، وقورينا، والجبل الأخضر، وصحيفة السوبر الإماراتيّة.

## المناشط التي تم تغطيتها
- الدوري الليبي العام لكرة القدم .
- الدوري الليبي للمناطق لكرة القدم الخماسيّة.
- الدوري الليبي لكرة اليد.
- الدوري الليبي لكرة الطائرة.
- الدوري الليبي لكرة السلة.
- بطولة أفريقيا لكرة القدم الخماسية في ليبيا .
- التصفيات الأفريقيّة المؤهلة لبطولة الأمم الأفريقيّة 2011 .
- تصفيات كأس العالم بالبرازيل 2014
- تصفيات كأس الأمم الأفريقيّة 2013 بحنوب أفريقيا .
- مرافقة المنتخب الوطني في عديد المباريات.
- عديد المعسكرات للمنتخب الوطني الأوّل لكرة القدم .
- عديد المعسكرات لمنتخب الخماسيّات .
- بطولة الربيع العربي لكرة القدم الخماسية بتونس .
- بطولة الاستقلال لكرة القدم للأنديّة الليبية في طرابلس بنادي الاتحاد.
- بطولة الربيع العربي للفرق الليبيّة المقامة في طرابلس برعاية شركة المتحدة.

وغيرها الكثير والكثير .. وهذا الأبرز ..

## الهوايات
- التصوير الفوتغرافي، والكتابة، والشعر، وكرة السلّة .

## الإنجازات والجوائز الحاصل عليها
- أغلب الجوائز كانت في مجال الشعر، تحصّل على الترتيب الأوّل في مجال الشعر الفصيح على مستوى ليبيا عديد المرّات، كانت في بنغازي وطرابلس، وتحصّل على الترتيب الأول على مستوى ليبيا في بنغازي بمسابقة التحبير، وفي طرابلس بمسابقة الشباب الليبي، والترتيب الثالث على مستوى ليبيا في مسابقة اللجنة الأولمبية 2010 بمدينة درنه.
- متفوّق وبدرجة الامتياز في مجال الدراسة، تحصّل على التراتيب الأولى طوال دراسته الجامعية .

## الوصلات الخارجية
- صفحته على الفيس بوكـ http://www.facebook.com/mounim.esaa
- صفحته على تويتر: http://twitter.com/MOUNIIM_ESSA
- {{فيس بوك|/mounim.esaa|%20
- http://www.facebook.com/SWARMOUNIMLOOOZA?ref=hl
- http://twitter.com/MOUNIIM_ESSA
- http://www.startimes.com/f.aspx?t=30859636
- http://www.startimes.com/f.aspx?t=31134593
- http://www.facebook.com/mounim.esaa
- http://www.facebook.com/SWARMOUNIMLOOOZA?ref=hl
- http://twitter.com/MOUNIIM_ESSA
- http://www.startimes.com/f.aspx?t=30859636.
- http://www.startimes.com/f.aspx?t=31134593

[[تصنيف:مواليد 1988}}]]